# SV TOP
sv TOP (Sportvereniging Tot Ons Plezier) is een amateurvoetbalvereniging uit Oss, Noord-Brabant, Nederland. In 1992 werd TOP Oss als betaaldvoetbal-tak van sv TOP opgericht.

## Algemeen
De vereniging werd op 9 april 1928 opgericht. Thuishaven is het “Sportpark TOP”.

## Geschiedenis
Volgens overlevering voetbalden Ton Steinhauser en de broers Piet en Cor van Schijndel altijd in Oss op een plein na schooltijd. Op 9 april 1928 besloten zij een vereniging op te richten. KMD (Klein Maar Dapper) werd als naam gekozen, maar toen bleek dat meer clubs die naam hadden viel de keuze op TOP (Tot Ons Plezier).

### Betaaldvoetbal
In 1954 besloot het bestuur van TOP een proflicentie aan te vragen om niet achter te blijven bij de andere clubs die het betaalde voetbal ingingen. In 1955 werd een fusievoorstel door OSS '20 afgewezen. Met ingang van het seizoen 1955/56 nam TOP deel aan de profcompetitie van de KNVB. Het werd echter geen succes. Het eerste jaar sloot TOP af met slechts 15 punten uit 30 wedstrijden hoewel de publieke belangstelling met gemiddeld 5000 toeschouwers wel hoog was. Het volgende jaar was ook niet al te best, de club werd laatste in de Tweede Divisie B en daarom werd besloten terug te keren naar de amateurs. Zo kwam er een einde aan twee jaar betaald voetbal.
In 1991 trad de club opnieuw toe tot het profvoetbal. Als TOP Oss werd er als een aparte stichting toegetreden tot de Eerste divisie. De amateurs van SV TOP dienden hierbij opnieuw op het laagste (KNVB) amateurniveau te beginnen, dit was de Vierde klasse.

## Standaardelftallen

### Zaterdag
Het standaardelftal in de zaterdagafdeling speelt sinds het seizoen 2020/21 in de Vierde klasse van het KNVB-district Zuid-I op het laagste niveau in dit district.

#### Competitieresultaten 2021 -heden
| -- 4E |

| 3 4F |

| 8 4F |

| 4G |

| Vierde klasse |

### Zondag
Het standaardelftal in de zondagafdeling speelt sinds het seizoen 2016/17 (weer) in de Eerste klasse van het KNVB-district Zuid-I.
Na de herstart in het amateurvoetbal in 1991/92 werd na twee seizoenen Vierde klasse, een seizoen Derde-, twee seizoenen Tweede- en een seizoen Eerste klasse de Hoofdklasse weer bereikt maar degradeerde in het negende seizoen (2005/06). Na acht seizoenen in de Eerste klasse werd middels het klassekampioenschap in 1D de Hoofdklasse weer bereikt, ditmaal voor twee seizoenen.

#### Competitieresultaten 1932–heden
| 7 3D |

| 6 3E |

| 2 3D |

| 1 3D |

| 1 3D |

| 1 3D |

| 2 3E |

| 1 3E |

| 8 |

| 12 2C |

| 3 2D |

| 3 2D |

| 7 2D |

|  |

| 2 2B |

| 5 2B |

| 3 2B |

| 1 2A |

| 3 2A |

| 5 2A |

| 7 2A |

| 2 2A |

| 6 2A |

| 7 2A |

| 15 C |

| 15 B |

| 3 2A |

| 1 2A |

| 6 1C |

| 8 1D |

| 9 1E |

| 10 1E |

| 8 1E |

| 2 1E |

| 4 1E |

| 3 1E |

| 5 1E |

| 9 1E |

| 7 1E |

| 8 1E |

| 3 1E |

| 9 1E |

| 3 1E |

| 3 C |

| 8 C |

| 6 C |

| 4 C |

| 9 C |

| 2 C |

| 3 C |

| 11 C |

| 2 C |

| 5 C |

| 9 C |

| 1 C |

| 3 C |

| 2 C |

| 4 C |

| 8 C |

| 1 C |

| 3 4A |

| 2 4A |

| 1 3B |

| 2 2A |

| 1 2A |

| 2 1C |

| 6 B |

| 10 B |

| 6 B |

| 5 B |

| 5 B |

| 12 B |

| 7 B |

| 10 B |

| 13 B |

| 7 1C |

| 8 1D |

| 7 1D |

| 11 1D |

| 10 1D |

| 9 1D |

| 4 1D |

| 1 1D |

| 8 B |

| 14 B |

| 5 1C |

| 3 1C |

| 2 1C |

| -- 1C |

| -- 1C |

| 5 1C |

| 6 1D |

| 6 1E |

| Eerste klasse (profniveau) | Tweede Divisie |               |              |               |                |
| Hoofdklasse                | Eerste klasse  | Tweede klasse | Derde klasse | Vierde klasse | Noodcompetitie |

In elke staaf van de grafiek staat van boven naar beneden vermeld: 
- Eindnotering

Dit is de positie die de club heeft bereikt in de competitie, zonder eventuele beslissings-, play-off- of nacompetitiewedstrijden die nodig zijn geweest om bijvoorbeeld de kampioen van de competitie te bepalen.
Indien een * achter het getal staat is de notering een tussenstand en kan het zijn dat de notering niet overeenkomt met de uiteindelijke eindstand van de competitie.
Staat er een - dan is het seizoen nog bezig en is er geen definitieve uitslag bekend.
Staat er xx op de positie van de notering, dan heeft de club vroegtijdig de competitie verlaten. Dit kan onder andere komen door terugtrekking van het team, faillissement van de club of door een uitgedeelde straf van de KNVB. In veel gevallen staat elders in het artikel de reden vermeld.
Staat er een ? dan is het resultaat uit het verleden onbekend, en is alleen de competitie of het niveau bekend van dat seizoen.
In de seizoenen 2019/20 en 2020/21 werd wegens de coronacrisis het amateurvoetbal afgebroken. Daardoor kennen deze staven geen eindklassering (middels -- weergegeven).
- Competitieniveau en afdelingsletter of Officiële eindstand Eredivisie
  - Competitieniveau en afdelingsletter

Hierbij geeft het getal het niveau weer, dat ook terug te vinden is in de legenda. De letter is de afdelingsaanduiding en wordt gebruikt wanneer er meer afdelingen zijn op hetzelfde niveau. De afdelingsletter is altijd een hoofdletter en wordt meestal zonder nummer gebruikt.
Voorbeeld: 2F is niveau 2e klasse competitie F.
Het competitieniveau en nummer wordt niet vermeld wanneer er slechts één competitie van dit niveau was.
  - Officiële eindstand Eredivisie (getal staat tussen haakjes vermeld)

Sinds de introductie van play-offwedstrijden voor Europees voetbal na afloop van de reguliere competitie in 2005/06, is de KNVB verplicht een eindstand van de Eredivisie door te geven aan de UEFA aan de hand van deze play-offwedstrijden.
Bij deze eindstand staan clubs die zich hebben gekwalificeerd voor Europees voetbal hoger dan clubs die zich niet wisten te kwalificeren. Indien er geen verschil was tussen de eindnotering en de officiële eindstand, staat dit getal niet vermeld.

- Onderafdeling

Hier staat afgekort de naam van de onderafdeling indien de club in dat jaar in een onderafdeling uitkwam. Tevens staat deze afkorting in de legenda en wordt gelinkt naar het artikel over deze onderafdeling. Deze afkorting wordt alleen vermeld wanneer de club in het verleden in verschillende onderafdelingen heeft gespeeld. Deze vermelding is in de staaf altijd in kleine letters. Deze onderafdelingen zijn na het seizoen 1995/96 afgeschaft. Heeft de club in slechts één onderafdeling gespeeld, dan is dit alleen terug te vinden in de legenda.
Onder de staaf staat het jaartal vermeld waarin het seizoen is afgesloten. 15 verwijst naar het seizoen 2014/15 of eventueel het seizoen 1914/15.
Wanneer een staaf leeg is, zijn deze gegevens niet bekend. Het kan ook zijn dat de club dat seizoen niet heeft meegespeeld op het hogere amateurniveau, vroegtijdig de competitie heeft verlaten of uit de competitie is gezet.

In het seizoen 1944/45 was er wegens de Tweede Wereldoorlog geen regulier competitievoetbal.

## SV TOP in de KNVB Beker
Dit schema laat de resultaten zien van SV TOP tegen profclubs in de KNVB Beker.
| Seizoen | Ronde           | Wedstrijd              | Uitslag        |
| ------- | --------------- | ---------------------- | -------------- |
| 1958/59 | Vooronde Zuid-I | TOP - Willem II        | 2-1            |
| 1958/59 | 1e ronde        | SC NEC - TOP           | 3-4 n.s.       |
| 1995/96 | Groep 6         | TOP - Willem II        | 0-6            |
| 1995/96 | Groep 6         | TOP - VVV              | 1-5            |
| 1995/96 | Groep 6         | EVV Eindhoven - TOP    | 5-2            |
| 2000/01 | Groep 9         | FC Den Bosch - TOP     | 4-1            |
| 2000/01 | 2e ronde        | TOP - VVV              | 0-0 (5-6 n.s.) |
| 2001/02 | Groep 13        | TOP - TOP Oss          | 2-1            |
| 2001/02 | Groep 13        | TOP - VVV              | 1-1            |
| 2002/03 | Groep 9         | RKC Waalwijk - TOP     | 12-0           |
| 2002/03 | Groep 9         | TOP - FC Eindhoven     | 0-4            |
| 2004/05 | 1e ronde        | Sparta Rotterdam - TOP | 7-0            |

Berghem Sport · RKSV Cito · RKVV DESO · Herpinia · RKSV Margriet · Maaskantse Boys · MOSA '14 · NLC '03 · VV Nooit Gedacht · OKSV · SV OSS '20 · VV Ravenstein · SV Ruwaard · RKVV SBV Haren · FC Schadewijk · SDDL · SV TOP · TOP Oss · Ulysses 

Voormalig: VV Macharen · OVC '63